# یفرمکینو
یفرمکینو (انگلیسی: Yefremkino) یک شهرک در شهرستان کارماسکالینسکی استان باشقیرستان کشور روسیه است.